# Tylecodon aurusbergensis
Tylecodon aurusbergensis ist eine Pflanzenart der Gattung Tylecodon in der Familie der Dickblattgewächse (Crassulaceae).

## Beschreibung
Tylecodon aurusbergensis wächst als wenig verzweigte und aufrechte Sukkulente aus einem kegeligen, glatten bis knorrigen sukkulenten Caudex mit bis zu 4 cm Durchmesser. Sie wird bis 8 cm hoch und der Caudex besitzt eine graue, sich abschälende Rinde und weist freigelegtes, grünes Gewebe auf. Die blatttragenden Triebe haben einen Durchmesser von 2 bis 3 mm und sind mit brakteenartigen, bis 5 mm langen Blättern besetzt. Die wenig verzweigte Sprossachse besteht aus einem oder mehreren aufrechten und sukkulenten Trieben, die eine graue Rinde aufweisen und mit 1 mm langen gestutzten Phyllopodien besetzt sind. Die eiförmigen bis verkehrt eiförmig-spateligen Blätter sind 1,8 bis 2 cm lang und 1,5 bis 3,5 cm breit. Sie stehen an den Triebspitzen gedrängt und sind drüsig behaart. Die auf der Oberseite konkave bis gefurchte Blattspreite ist an der Basis keilförmig und an der Spitze stumpf ausgebildet. Die Unterseite ist mit kastanienbraunen Streifen versehen.
Die Blütenstände bestehen aus kurzen, fast sitzenden Monochasien mit 1 bis 3 drüsenhaarigen aufrechten Einzelblüten, deren Stiel 2 bis 3 mm lang ist. Der Blütenstandstiel ist 2 bis 20 mm lang. Die röhrige Krone ist etwa 10 mm lang. Die hellgrüne Röhre ist mit drüsig-flaumigen Haaren besetzt. Die rosa bis rosa-lila gefärbten Zipfel sind später zurückgebogen.

## Systematik und Verbreitung
Tylecodon aurusbergensis ist im Süden von Namibia in der Sukkulenten-Karoo verbreitet. Die Erstbeschreibung erfolgte 1993 durch Graham Williamson und Ernst Jacobus van Jaarsveld.
Die Art steht auf der Roten Liste der IUCN und gilt als potenziell gefährdet (Near Threatened).